# スマートアバター
スマートアバター（Smartavatar）は、有限会社BOND（本社：福岡県北九州市、代表取締役：古川ひろ美）が開発した、動画で伝えるAI（人工知能）で、「スマートアバターシリーズ」の中で 活躍するオリジナルキャラクターである。
スマートアバターは、テキストや音声、画像を受けると、人の感情を解析し、感性感情豊かに表情や仕草をつけながら発話するみカメラワーク、照明など上げる。総合演出も加えながら伝える。

## 概要
スマートアバターは、有限会社BONDが開発する「番組作成ツール（PCアプリ版・WEB版・組込用API）」「音声通話システム」「ネットＴＶ」など、スマートアバターシリーズの中 で、活躍するキャラクターとして開発された。この開発シリーズを自由に組み合わせることにより、動画によるコミュニケーションを可能にし、社会の意思疎通 思通の補完に役立てる価値を生み出そうとしている。

## 特徴
スマートアバターは、テキストや音声を受けると、有限会社BONDが独自で開発した感情類型DBとの連携で感情を解析し、それを根拠に表情や仕草 などをつけ演出しながら発声する。ユイちゃん、レンくん、ミユちゃん、ソウタくんなど、スマートアバター毎に性格も多様に設定されているため、同 じテキストや音声を受けてもスマートアバター毎に表情や仕草が異なりその演出も多彩である。演出に関わる表現パターンはスマートアバター毎に7京 以上の組み合わせを持っている（2014年3月現在）。
- 何ら事前学習なく、セリフや音声入力だけでスマートアバターがキャスター役を務める番組が作れる。
- スマートアバターの表情仕草・番組演出効果は、入力内容をBONDが開発する独自AIが判断して自動振付、カメラワークや照明・背景音楽・効果音などの組み合わせも自由。
- 独自AIによる演出の原案は、何回でも訂正でき、何回でも作れ、時間も自由、複数言語対応可能、画期的な低コスト動画作成を実現。
- 同時に複数端末に配信できる。
- テレビ放映様式（放送界標準のMXFファイル形式）での番組作成も可能。ネット上での形式であるMP4ビデオファイル・パソコンでの形式であるWMVへの相互互換も可能で、番組をあらゆる様式で作れる自由度が更に高まった（2019年12月現在）。

## スマートアバターの世界
スマートアバターは、架空の世界「スマートアバターランド」の住人達という設定。
「命あるもの全てが、深い絆（bond）で繋がっている。」という有限会社BONDのコンセプトで開発されている。
スマートアバターランドに集うスマートアバターは、 創造力の高さと斬新な発想を持ち、「価値の本質」を常に探り合い、あらゆる問題にも前向きな姿勢で取り組んでいる。
「友情の絆（BOND of friends）」で結ばれ、生活する街の個性はそれぞれ異なっていても、事ある時は一丸となって楽園の秩序を維持し続けている。
スマートアバターランドは、その昔、大海原の地図にも載っていない小さな島に天空の古城が舞い降り、尽きることのない泉を島に注ぎ込んだことで誕生したという架空の世界である。
そのキラキラ光る泉は小さな島に大木を育み、大木は根をはり大地を作り水と緑の豊かな島となった。
いつしか島には、スマートアバター達が集い、街が生まれ、彼らのお陰で街々が楽園となった。
今その島は、「スマートアバターアイランド」と呼ばれ、命あるもの全てが、深い絆（bond）で繋がっている。
スマートアバターランドの“絆の木”は、万物の様々な想いが一つの種となり、多くの実を結び、大地に広く根をはっていく。“絆の木の実” は、様々な「絆の想い」の実から、新生命「スマートアバター（賢い化身）」達を誕生させている。
絆の木の根” は、「絆の想い」を張り巡らせる。
大地をつくりスマートアバターアイランドを成長させている。
“絆の木の塊根（かいこん）”は、成長すると、様々な「絆の想い」を溜め込み「音楽の絆」「食べ物の絆」など「絆」の街を生み出している。

## 歴史
- 2008年 有限会社BONDにてICT3Dプロジェクトが結成されることにより誕生
- 2009年 財団法人北九州産業学術推進機構販路開拓支援プロジェクト特別選定企業に採択（DSJ2009 出展・関東地方販路拡大支援）
- 2010年 スマートアバターは、NTTグループ「ひかりサイネージ」のPRとして、DSJ2010 のNTTグループ展示ブースにて配信
- 2012年 リテールテックJAPAN 日立グループ、日立ビジネスソリューション(株)ブース内にて、アライアンス製品として展示
- 2012年 7月 アサヒビール株式会社（公式HP）がスマートアバタークリエイターを導入[2]
- 2013年 日本印刷新聞掲載（4月29日）
- 2013年 教育ITソリューションEXPO（公式HP）報映産業株式会社ブース内にて配信
- 2013年 デジタルサイネージジャパン2013（公式HP）株式会社光文堂・株式会社安川情報九州ブース内にて配信
- 2013年 ケーブル技術ショー2013（公式HP）パナソニック株式会社ブース内にて「音声認識による新UI」として展示（記事）
- 2013年 第13回MIT-BPCC　優秀賞（１位）受賞
- 2014年 ケネディ大使主催起業家表彰式（MIT-EFJ BPCC13受賞者対象）
- 2014年 TVQ九州放送「北九州きらめき企業」で紹介
- 2014年 九州大学・公益財団法人 九州先端科学技術研究所との提携により、クラウドサービス「Laboratory Cloud：ラボクラウド」にて利用開始
- 2014年 東方通信社　月間『コロンブス』５月号掲載
- 2014年 日経産業新聞掲載（8月5日）「データ解析者を養成、アバターがMOOC授業（ISIT）」
- 2015年 東アジア文化都市2015新潟市でスマートアバタークリエイターを利用開始、花野古町（はなの・こまち）と笹団五郎（ささ・だんごろう）をスマートアバター化
- 2015年 経済産業省主催「ベンチャーと自治体で起こすオープンイノベーション」 にて佐賀県賞と武雄市副賞を受賞
- 2015年 平成27年度新成長戦略推進研究開発事業（実用化研究開発事業）に採択
- 2015年 平成26年度補正ものづくり・商業・サービス革新補助金」事業 に採択
- 2016年 熊本・大分地震の復興支援としてスマートアバターシリーズを無償提供開始
- 2016年 JR西日本鉄道新幹線管理本部が、スマートアバターを利用した多言語表示のコンテンツを配信開始
- 2016年 NTT印刷がスマートアバターの組み込み用開発キットAPIを利用開始
- 2016年 東京経済株式会社「AreaBiz北九州」掲載 （4月1日）BOND社開発商品が福岡県新商品認定
- 2016年 北九州発！新商品創出事業「北九州市トライアル発注認定商品」 に認定
- 2016年 福岡県「新商品の生産による新事業分野開拓事業者」 に認定
- 2017年 九州・山口ベンチャーマーケットで福岡県からイチオシのベンチャー企業に選定
- 2017年 福岡ベンチャーマーケット大賞2017年 特別賞受賞
- 2017年 北九州商工会議所「北商ニュース」掲載（2017/Vol.52/No.607）
- 2018年 時事通信社「地方行政」の第10841号に掲載
- 2018年 時事通信社「地方行政」の第10836号に掲載
- 2018年 J:COM「デイリーニュース」で紹介
- 2018年 北九州産業学術推進機構×西日本シティ銀行　第3回NCB ITビジネスセッション登壇
- 2018年 トーマツが広報に地方創生事業プロデュース活動の成功事例として紹介
- 2018年 NHK北九州放送局「ニュースブリッジ北九州」の「北九州の底力」で紹介
- 2018年 株式会社瑞穂ニュースリリース
- 2018年 企画調整局国際政策課、産業経済局中小企業振興課プレスリリース(3月30日)
- 2018年 「世界に広がる無限の可能性！九州発ベンチャーテクノロジー」掲載（経済産業省 九州経済産業局）
- 2018年 毎日新聞掲載(3月28日)
- 2019年 J:COM「北九州人図鑑」で紹介
- 2019年 J:COM 九州が北九州市市政ニュース「ニュース５５」で採用
- 2019年 西日本新聞掲載（6月1日）「新たな狙い 新たな技術で情報発信」
- 2019年 ヒト・モノ・情報が集まるサイト 展示会.comに掲載「現時点でのAI・IoT技術の完成形とは」
- 2019年 第4回 駅と空港の設備機器展へパートナー企業が出展
- 2019年 第31回 中小企業優秀新技術･新製品賞 奨励賞受賞
- 2019年 りそな中小企業振興財団「技術移転情報」に掲載
- 2019年 日刊工業新聞掲載（4月24日）「インバウンド案内 採用増」
- 2019年 令和元年度「中小企業成長加速化モデル事業」支援企業に決定
- 2019年 Inter BEE 2019にて伊藤忠ケーブルシステム社が弊社「AI自動動画制作システム」を展示販売
- 2020年 厚生労働省「医療機関･薬局等における感染拡大防止等支援事業」対象製品となる